# Aranceles del Día de la Liberación

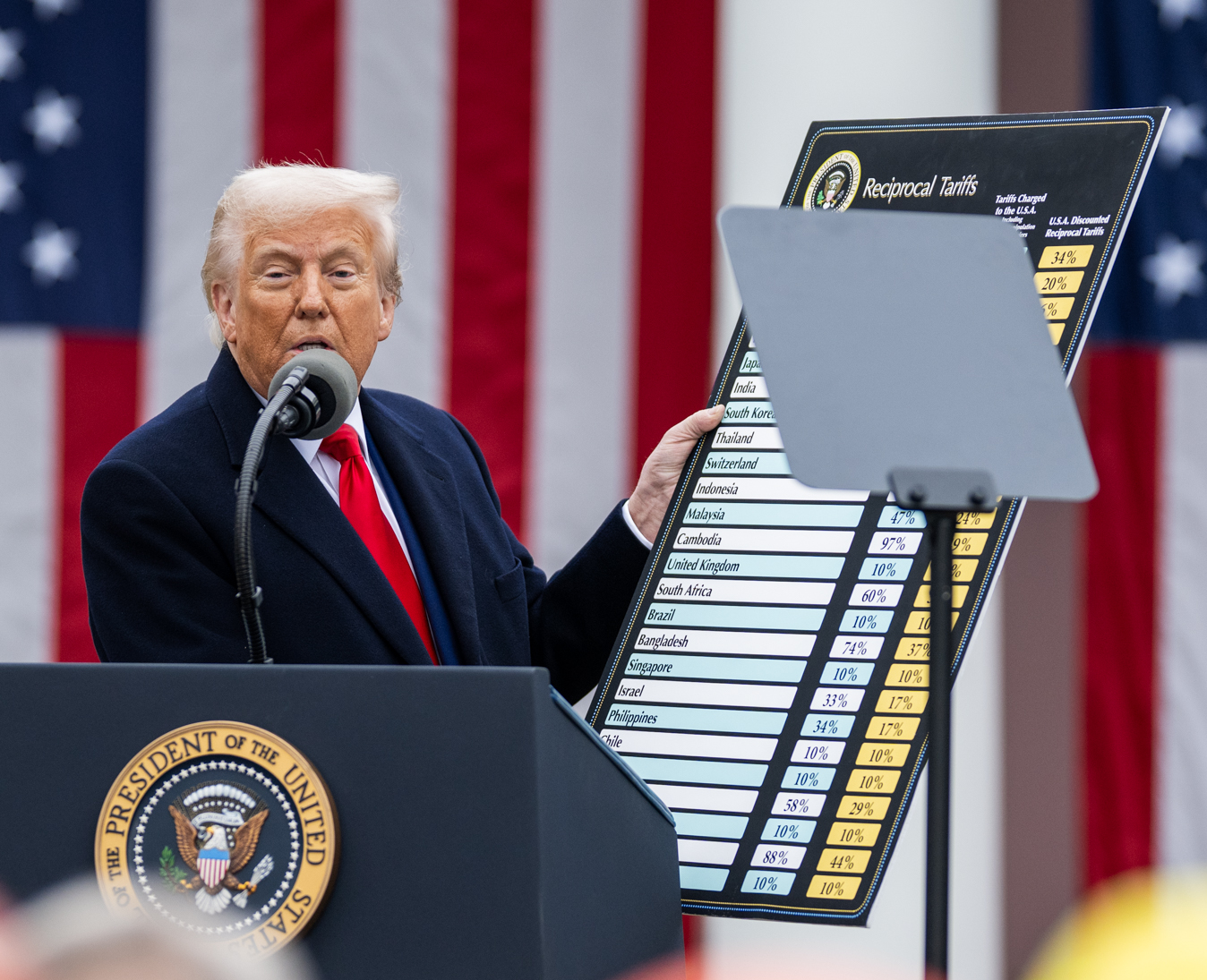
Trump mostrando el gráfico con los aranceles impuestos.

El 2 de abril de 2025, el presidente de Estados Unidos, Donald Trump, celebró una ceremonia en el jardín de rosas de la Casa Blanca donde anunció lo que llamó una estrategia de "aranceles recíprocos", que justificó como necesarios para corregir lo que él denominó décadas de relaciones comerciales injustas. Bautizó el 2 de abril como el "Día de la Liberación" y dijo que era "uno de los días más importantes en la historia estadounidense".
Durante el evento, Trump firmó la Orden Ejecutiva 14257, que describió amplias políticas arancelarias globales que describió como la "declaración de independencia económica" de Estados Unidos. El anuncio de la orden marcó el inicio de una guerra comercial mundial y desencadenó un colapso del mercado bursátil mundial.
El 28 de mayo, un panel de jueces del Tribunal de Comercio Internacional de Estados Unidos dictaminó que Trump había excedido su autoridad al imponer la mayoría de los aranceles, impidiendo así su entrada en vigor. Esta decisión fue suspendida temporalmente por la Corte Federal de Apelaciones  al día siguiente, permitiendo que los aranceles sigan en vigor mientras se resuelve el proceso judicial.

## Antecedentes
Desde el regreso de Trump a la presidencia en enero de 2025 se implementaron varias políticas arancelarias, como sobre las importaciones de acero y aluminio que afectan principalmente a la Unión Europea, y aranceles dirigidos a países específicos como China, Canadá y México. La administración también había anunciado un arancel del 25% sobre las importaciones de automóviles y autopartes, que entraría en vigor a la medianoche del 3 de abril de 2025. Estas medidas anteriores ya habían aumentado la tasa arancelaria al nivel más alto desde la Segunda Guerra Mundial según Deutsche Bank Research.

## Anuncio de los aranceles
En su discurso de la rosaleda de la Casa Blanca el 2 de abril de 2025, Trump declaró que el 2 de abril era el "Día de la Liberación", describiendo el anuncio como "uno de los días más importantes en la historia estadounidense" y "nuestra declaración de independencia económica". El presidente reveló una estructura arancelaria de dos niveles: un arancel base de 10% aplicado universalmente a las importaciones de todos los países con la excepción de Canadá y México, y aranceles "recíprocos" adicionales específicos para cada país, basados en lo que la administración consideraba prácticas comerciales injustas de aproximadamente 60 países. El arancel base del 10% comenzaría el 5 de abril de 2025 a las 12:01 a.m. ET (04:01 UTC), mientras que los aranceles específicos más altos para cada país empezarían el 9 de abril de 2015 a las 12:01 a.m. ET.

## Lista de tarifas impuestas
| Países y territorios afectados         | Porcentaje |
| -------------------------------------- | ---------- |
| Afganistán                             | 10%        |
| Albania                                | 10%        |
| Argelia                                | 30%        |
| Andorra                                | 10%        |
| Angola                                 | 32%        |
| Anguila                                | 10%        |
| Antigua y Barbuda                      | 10%        |
| Argentina                              | 10%        |
| Armenia                                | 10%        |
| Aruba                                  | 10%        |
| Australia                              | 10%        |
| Azerbaiyán                             | 10%        |
| Bahamas                                | 10%        |
| Baréin                                 | 10%        |
| Bangladés                              | 37%        |
| Barbados                               | 10%        |
| Belice                                 | 10%        |
| Benín                                  | 10%        |
| Bermudas                               | 10%        |
| Bután                                  | 10%        |
| Bolivia                                | 10%        |
| Bosnia y Herzegovina                   | 35%        |
| Botsuana                               | 37%        |
| Brasil                                 | 10%        |
| Territorio Británico del Océano Índico | 10%        |
| Islas Vírgenes Británicas              | 10%        |
| Brunéi                                 | 24%        |
| Burundi                                | 10%        |
| Cabo Verde                             | 10%        |
| Camboya                                | 49%        |
| Camerún                                | 11%        |
| Islas Caimán                           | 10%        |
| República Centroafricana               | 10%        |
| Chad                                   | 13%        |
| Chile                                  | 10%        |
| China                                  | 125%       |
| Isla de Navidad                        | 10%        |
| Islas Cocos                            | 10%        |
| Colombia                               | 10%        |
| Comoras                                | 10%        |
| Islas Cook                             | 10%        |
| Costa Rica                             | 10%        |
| Costa de Marfil                        | 21%        |
| Curazao                                | 10%        |
| República Democrática del Congo        | 11%        |
| Yibuti                                 | 10%        |
| Dominica                               | 10%        |
| República Dominicana                   | 10%        |
| Ecuador                                | 10%        |
| Egipto                                 | 10%        |
| El Salvador                            | 10%        |
| Guinea Ecuatorial                      | 13%        |
| Eritrea                                | 10%        |
| Eswatini                               | 10%        |
| Etiopía                                | 10%        |
| Unión Europea                          | 20%        |
| Islas Malvinas                         | 41%        |
| Fiyi                                   | 32%        |
| Guayana Francesa                       | 10%        |
| Polinesia Francesa                     | 10%        |
| Gabón                                  | 10%        |
| Gambia                                 | 10%        |
| Georgia                                | 10%        |
| Ghana                                  | 10%        |
| Gibraltar                              | 10%        |
| Granada (país)                         | 10%        |
| Guadalupe                              | 10%        |
| Guatemala                              | 10%        |
| Guinea-Bisáu                           | 10%        |
| Guinea                                 | 10%        |
| Guyana                                 | 38%        |
| Haití                                  | 10%        |
| Islas Heard y Mcdonald                 | 10%        |
| Honduras                               | 10%        |
| Islandia                               | 10%        |
| India                                  | 26%        |
| Indonesia                              | 32%        |
| Irán                                   | 10%        |
| Irak                                   | 39%        |
| Israel                                 | 17%        |
| Jamaica                                | 10%        |
| Japón                                  | 24%        |
| Jordania                               | 20%        |
| Kazajistán                             | 27%        |
| Kenia                                  | 10%        |
| Kiribati                               | 10%        |
| Kosovo                                 | 10%        |
| Kuwait                                 | 10%        |
| Kirguistán                             | 10%        |
| Laos                                   | 48%        |
| Líbano                                 | 10%        |
| Lesoto                                 | 50%        |
| Liberia                                | 10%        |
| Libia                                  | 31%        |
| Liechtenstein                          | 37%        |
| Madagascar                             | 47%        |
| Malaui                                 | 17%        |
| Malasia                                | 24%        |
| Maldivas                               | 10%        |
| Mali                                   | 10%        |
| Islas Marshall                         | 10%        |
| Martinica                              | 10%        |
| Mauritania                             | 10%        |
| Mauricio                               | 40%        |
| Mayotte                                | 10%        |
| Micronesia                             | 10%        |
| Moldavia                               | 31%        |
| Mónaco                                 | 10%        |
| Mongolia                               | 10%        |
| Montenegro                             | 10%        |
| Montserrat                             | 10%        |
| Marruecos                              | 10%        |
| Mozambique                             | 16%        |
| Birmania                               | 44%        |
| Namibia                                | 21%        |
| Nauru                                  | 30%        |
| Nepal                                  | 10%        |
| Nueva Zelanda                          | 10%        |
| Nicaragua                              | 18%        |
| Níger                                  | 10%        |
| Nigeria                                | 14%        |
| Isla Norfolk                           | 29%        |
| Macedonia del Norte                    | 33%        |
| Noruega                                | 15%        |
| Omán                                   | 10%        |
| Pakistán                               | 29%        |
| Panamá                                 | 10%        |
| Papúa Nueva Guinea                     | 10%        |
| Paraguay                               | 10%        |
| Perú                                   | 10%        |
| Filipinas                              | 17%        |
| Catar                                  | 10%        |
| República del Congo                    | 10%        |
| Reunión                                | 37%        |
| Ruanda                                 | 10%        |
| Santa Elena                            | 10%        |
| San Cristóbal y Nieves                 | 10%        |
| Santa Lucía                            | 10%        |
| San Pedro y Miquelón                   | 50%        |
| San Vicente y las Granadinas           | 10%        |
| Samoa                                  | 10%        |
| San Marino                             | 10%        |
| Santo Tomé y Príncipe                  | 10%        |
| Arabia Saudita                         | 10%        |
| Senegal                                | 10%        |
| Serbia                                 | 37%        |
| Sierra Leona                           | 10%        |
| Singapur                               | 10%        |
| San Martín                             | 10%        |
| Islas Salomón                          | 10%        |
| Sudáfrica                              | 30%        |
| Corea del Sur                          | 25%        |
| Sudán del Sur                          | 10%        |
| Sri Lanka                              | 44%        |
| Sudán                                  | 10%        |
| Surinam                                | 10%        |
| Svalbard y Jan Mayen                   | 10%        |
| Suiza                                  | 31%        |
| Siria                                  | 41%        |
| Taiwan                                 | 32%        |
| Tayikistán                             | 10%        |
| Tanzania                               | 10%        |
| Tailandia                              | 36%        |
| Timor Oriental                         | 10%        |
| Togo                                   | 10%        |
| Tokelau                                | 10%        |
| Tonga                                  | 10%        |
| Trinidad y Tobago                      | 10%        |
| Túnez                                  | 28%        |
| Turquía                                | 10%        |
| Turkmenistán                           | 10%        |
| Islas Turcas y Caicos                  | 10%        |
| Tuvalu                                 | 10%        |
| Uganda                                 | 10%        |
| Ucrania                                | 10%        |
| Emiratos Árabes Unidos                 | 10%        |
| Reino Unido                            | 10%        |
| Uruguay                                | 10%        |
| Uzbekistán                             | 10%        |
| Vanuatu                                | 22%        |
| Venezuela                              | 15%        |
| Vietnam                                | 46%        |
| Yemen                                  | 10%        |
| Zambia                                 | 17%        |
| Zimbabue                               | 18%        |